# سقف منكسر

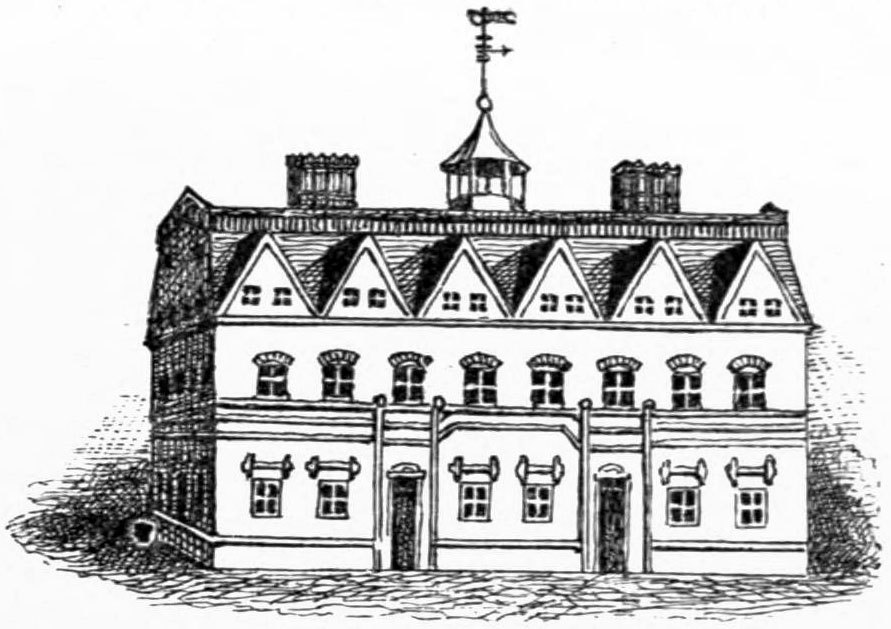
أول مبنى بلدية في هارفارد (1677). يُعتبر أقدم مبنى ذو سقف متعدد الميول باتجاه واحد في الولايات المتحدة. احترق في عام 1766.

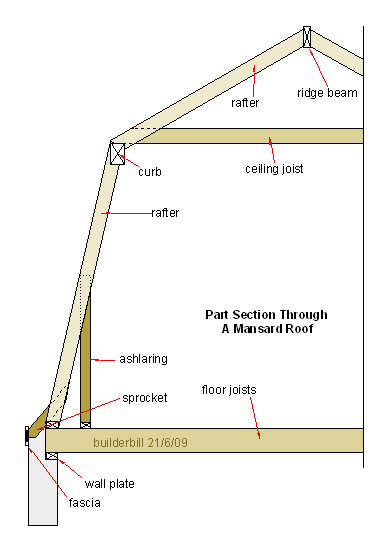
مقطع في سقف متعدد الميول باتجاه واحد.

السقف المنكسر أو السقف المتعدد الميول باتجاه واحد (بالإنجليزية: Gambrel) هو نوع من الأسقف المتعددة الميول الذي يتكون بالعادة من سطح متناظر ذو جانبين إثنين مع منحنيين على كل طرف. المنحنى الأعلى يتموضع بزاوية ضحلة، بينما المنحنى الأسفل حاد. هذه التصميم له إيجابيات في الأسقف المائلة. تم تسمية هذا النوع من الأسقف منذ العصور الوسطى، حيث تم اشتقاقها من الكلمة اللاتينية (gamba) والتي تعني «ساق الحصان». بينما مصطلح "Gambrel" هو أمريكي الأصل، حيث كانت تسميته الأوربية الأصلية (kerb أو kirb)، حيث لم يقم الأوربيون تاريخيا بالتمييز بين هذا النوع وبين الأسقف ذات العليّة (Mansard)، في حين توجد بعض الاختلافات الهندسية البسيطة بين هذين النوعين.

يوجد في الولايات المتحدة أنواع كثيرة من هذه الأسقف تُسمى نسبةً للطابع المعماري الإستعماري في أمريكا منذ القرن السادس عشر، حيث توجد مثلا الأسقف الهولندية (Dutch gambrel)، وكذلك بالنسبة للأسقف الفرنسية، والألمانية، والسويدية، والإنجليزية، والإنجليزية الحديثة.
تُقسم الأسقف المائلة بالعادة حسب اتجاهات ميولها وأشكالها، فهناك الأسقف المتعددة الميول باتجاه واحد، والأسقف المتعددة الميول باتجاهات مختلفة. ويمكن إضافة أنواع أخرى من الأسقف، كأسقف العليّة (Mansard roof)، والأسقف الفسطاطية (Pavilion roof)، والأسقف ذات شكل الخيمة (Tented roof)، والأسقف المضاعفة الميل (Gabled roof أو Pitched roof)، وغيرها.

## جاليري

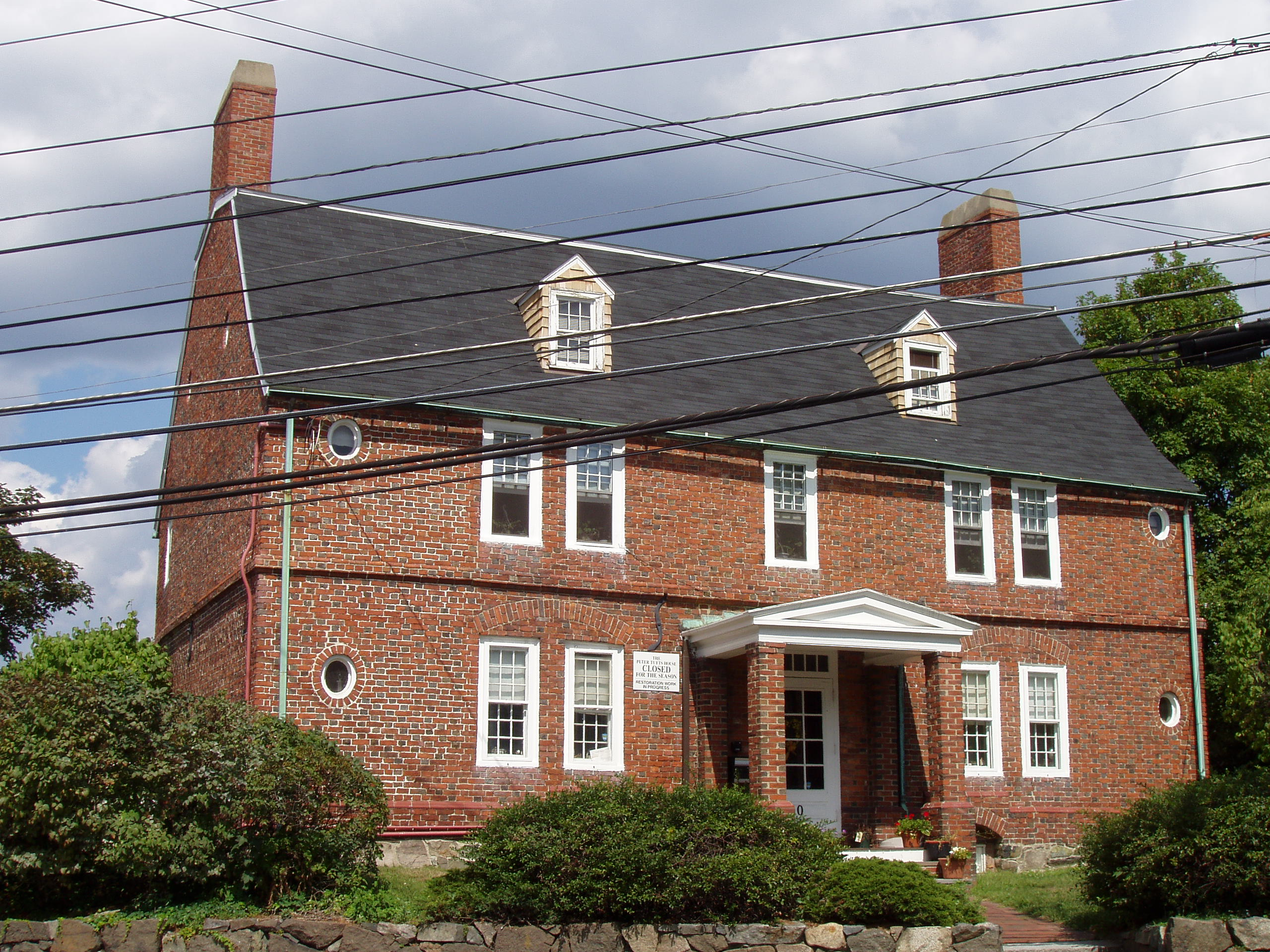
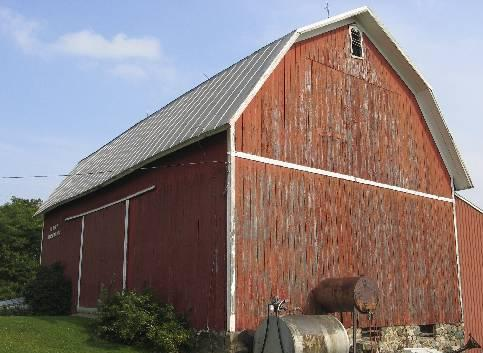
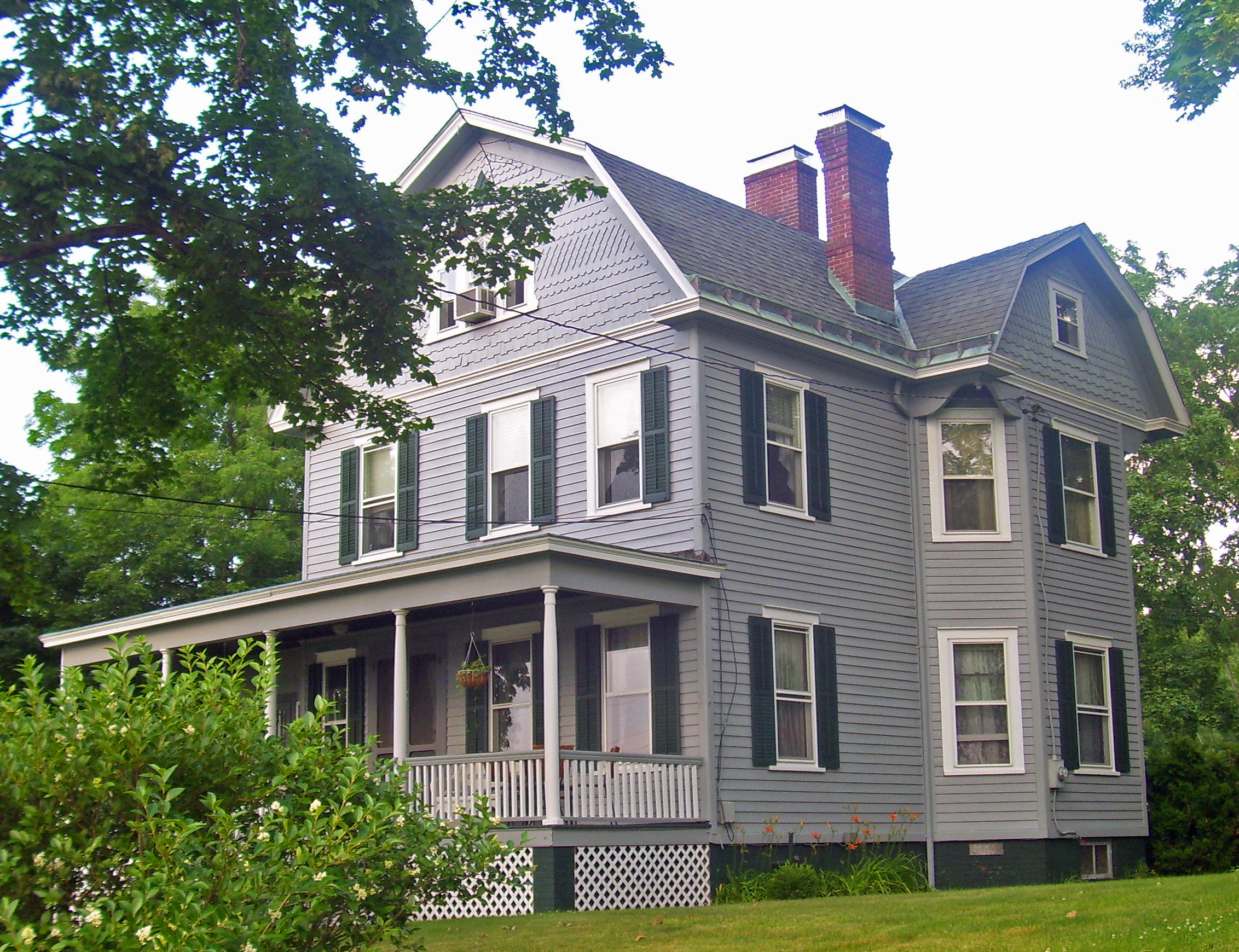

## وصلات خارجية
- تصاميم مختلفة من الأسقف المتعددة الميول باتجاه واحد